# Olîșkivți, Zbaraj
Olîșkivți (în ucraineană Олишківці) este un sat în comuna Zaruddea din raionul Zbaraj, regiunea Ternopil, Ucraina.

## Demografie
Componența lingvistică a localității Olîșkivți
     Ucraineană (99,81%)
     Alte limbi (0,19%)
Conform recensământului din 2001, majoritatea populației localității Olîșkivți era vorbitoare de ucraineană (99,81%), existând în minoritate și vorbitori de alte limbi.